# Рейнольдс, Мак
Даллас Маккорд «Мак» Рейнольдс (Мак Рейнольдс, англ. Mack Reynolds; 11 ноября 1917, Коркоран — 30 января 1983) — американский писатель-фантаст. Автор около 50 романов и сборников рассказов.

## Биография
Мак Рейнольдс родился 11 ноября 1917 года в Коркоране, Калифорния. Сын Верна Рейнольдса, бывшего на президентских выборах кандидатом Социалистической трудовой партии Америки на пост вице-президента (1924) и президента (1928, 1932) США. Сам Даллас вступил в СПТ в 1935 году; социалистическая и утопическая тематика наложили отпечаток на его будущее творчество.
В молодости работал в судостроительном бизнесе и газете. Во время Второй мировой войны служил в морской пехоте. После войны Рейнольдс становится профессиональным писателем в жанре детектива, а сентябре 1947 года женится на Хелен Дженетт Уолей. Спустя два года они переезжают в Таос, Нью-Мексико, где Фредерик Браун убеждает Мака пробовать свои силы в жанре научной фантастики.
Мак Рейнольдс — первый автор, написавший роман по мотивам оригинального сериала «Звёздный путь».

### Романы
- The Case of the Little Green Men, 1951
- Mercenary From Tomorrow, 1962 (первая книга серии «Joe Mauser»)
- The Earth War, 1963 (вторая книга серии «Joe Mauser»)
- Sweet Dreams, Sweet Princes; also known as Time Gladiator, 1964 (третья книга серии «Joe Mauser»)
- Space Pioneer, 1965
- Planetary Agent X, 1965 (первая книга серии «United Planets»)
- Dawnman Planet, 1966 (вторая книга серии «United Planets»)
- Of Godlike Power, 1966
- The Rival Rigelians and Planetary Agent X, 1967 (третья книга серии «United Planets»)
- After Some Tomorrow, 1967
- Earth Unaware, 1968
- Code Duello, 1968 (четвёртая книга серии «United Planets»)
- The Cosmic Eye, 1969
- Computer War, 1969
- The Space Barbarians, 1969
- The Five Way Secret Agent, 1969
- Computer World, 1970
- Once Departed, 1970
- Black Man’s Burden, 1972 (первая книга серии «North Africa»)
- Border, Breed, Nor Birth, 1972 (вторая книга серии «North Africa»)
- Looking Backward from the Year 2000, 1973 (первая книга серии «Julian West»)
- Depression or Bust and Dawnman Planet, 1974 (Parts were published previously titled "Depression. . .or Bust, «Expediter», and «Fad» in Analog magazine and titled «The Expert» in The Magazine of Fantasy and Science Fiction.)('Dawnman Planet' is a reprint of the second «United Planets — Section G» book)
- Commune 2000 A.D., 1974 (первая книга серии «Bat Hardin»)
- The Towers of Utopia, 1975 (вторая книга серии «Bat Hardin»)
- Satellite City, 1975
- Amazon Planet, 1975 (пятая книга серии «United Planets»)
- The Cosmic Eye, 1975
- Towers of Utopia, 1975
- Ability Quotient, 1975
- Tomorrow Might Be Different, 1975
- Day After Tomorrow, 1976 (originally in Analog titled: «Status Quo»)
- Section G: United Planets, 1976 (шестая книга серии «United Planets»)
- Rolltown, 1976 (третья книга серии «Bat Hardin»)
- Galactic Medal of Honor, 1976
- After Utopia, 1977
- Perchance to Dream, 1977
- Space Visitor, 1977
- Police Patrol: 2000 A.D., 1977
- Equality in the Year 2000, 1977 (вторая книга серии «Julian West»)
- Trample an Empire Down, 1978
- The Best Ye Breed, 1978 (третья книга серии «North Africa»)
- Brain World, 1978 (седьмая книга серии «United Planets»)
- The Fracas Factor, 1978 (четвёртая книга серии «Joe Mauser»)
- Earth Unaware, 1979
- Lagrange Five, 1979 (первая книга серии «L-5 Community»)
- The Lagrangists, 1983 (вторая книга серии «L-5 Community»)
- Chaos in Lagrangia, 1984 (третья книга серии «L-5 Community»)
- Eternity (1984) (с Дином Ингом)
- Home, Sweet Home 2010 A. D., 1984 (с Дином Ингом)
- The Other Time, 1984 (с Дином Ингом)
- Space Search, 1984
- Trojan Orbit, 1985 (с Дином Ингом)
- Deathwish World, 1986 (с Дином Ингом)

### Авторские сборники
- The Best of Mack Reynolds, 1976
- Compounded Interests, 1983

### Серии
- Star Trek — Mission to Horatius, 1968

### Редактированные антологии
- Science Fiction Carnival, 1953 (с Фредериком Брауном)

### Антологии с участием Мака Рейнольдса
- New Worlds for Old, 1953
- Science Fiction Carnival, 1953
- Fifty Short Science Fiction Tales, 1963
- Venture Science Fiction 9, 1964
- The Unfriendly Future, 1965
- The Weird Ones, 1965
- The Magazine of Fantasy and Science Fiction 190, 1967
- The Playboy Book of Horror and the Supernatural, 1967
- Science Fiction Horizons No. 1, 1968
- The War Book, 1969
- 14 Great Tales of ESP, 1969
- The Year’s Best Science Fiction 2, 1969
- The John W Campbell Memorial Anthology, 1973
- Nova 3, 1973
- Science Fiction of the Fifties, 1979
- 100 Great Fantasy Short Short Stories, 1984
- Mercenaries of Tomorrow, 1985
- Terrorists of Tomorrow, 1985
- Supernatural Sleuths, 1996
- Time Machines: The Best Time Travel Stories Ever Written, 1997
- Future War, 1999

### Короткие рассказы
- The Martians and the Coys, 1948
- Isolationist, 1950 (reprinted in Fantastic, Oct. 1969)
- The Devil Finds Work, 1950
- Long Beer, Short Horn, Fantastic adventures (Nov. 1950)
- Six-Legged Svengali (с Фредериком Брауном), Worlds Beyond (Dec. 1950)
- Dark Interlude, (с Фредериком Брауном), Galaxy (Jan. 1951)
- The Joke Cartoonist, 1951 (с Фредериком Брауном) aka Garrigan’s BEMs
- The Business, as Usual, 1952
- Me and Flapjack and the Martians, 1952 (с Фредериком Брауном)
- Your Soul Comes C.O.D., 1952
- No Return from Elba, Fantastic (Sept. 1953)
- The Adventure of the Ball of Nostradamus (с Августом Дерлетом), Magazine of Fantasy and Science Fiction (June 1955)
- Burnt Toast, 1955
- Compounded Interest, Magazine of Fantasy and Science Fiction (Aug. 1956)
- Snafu on the New Taos, 1957
- Obedience Guaranteed, Space Science Fiction Magazine (Spring 1957)
- Unborn Tomorrow, Astounding (June 1959)
- The Hunted Ones, Science Fiction Stories (Nov. 1959)
- I’m a Stranger Here Myself, 1960
- Russkies Go Home!, 1960
- Summit, Astounding (Feb. 1960)
- Revolution, Astounding (May 1960)
- Adaptation (short novel), Astounding (Aug. 1960)
- Combat, Analog (Oct. 1960)
- Gun for hire, Analog (Dec. 1960)
- Freedom, Analog (Feb. 1961)
- Ultima Thule (short novel), Analog (Mar. 1961)
- Farmer, Galaxy (June 1961)
- Status Quo (short novel), Analog (Aug. 1961) — Hugo (nominee)
- Black Man’s Burden (two part serial), Analog (Dec. 1961-Jan. 1962)
- Earthlings Go Home, 1962
- Mercenary, 1962
- Good Indian, Analog (Sept. 1962)
- Subversive, Analog (Dec. 1962)
- Frigid Fracas (two part serial), Analog (Mar.-Apr. 1963)
- Expediter, Analog (May 1963)
- Spaceman on a Spree, Worlds of Tomorrow (June 1963)
- Pacifist, 1963 — appeared in the anthology The War Book (под редакцией Джемса Сейллиса, 1969).
- Genus traitor, Analog (Aug. 1964)
- Sweet Dreams, Sweet Prince (three part serial), Analog (Nov. 1965-Jan. 1965)
- Fad, Analog (Apr. 1965)
- The Adventure of the Extraterrestrial, Analog (July 1965) — Nebula (nominee)
- Of Godlike Powers (two part serial), Worlds of Tomorrow (July-Aug. 1965)
- Space pioneer (three part serial), Analog (Sept.-Nov. 1965)
- A Leader for Yesterday, If (Oct. 1965) — Nebula (nominee)
- Last of a Noble Breed, Worlds of Tomorrow (Nov. 1965)
- Time of War, If, (Nov. 1965)
- The Switcheroo Revisited, Analog (Feb. 1966)
- Your Soul Comes C.O.D., Fantastic (Mar. 1966)
- Survivor, Analog (July 1966)
- Arena, If (Sept. 1966)
- Amazon Planet (three part serial), Analog (Dec. 1966-Feb. 1967)
- Relic, Magazine of Fantasy and Science Fiction (Mar. 1967)
- The Enemy Within, Analog (Apr. 1967)
- The Throwaway Age, Worlds of Tomorrow (May 1967)
- Computer War (two part serial), Analog (June-July 1967)
- Depression or Bust, Analog (Aug. 1967)
- Фиеста отважных / Fiesta Brava (short novel), Analog (Sept. 1967)
- Coup, Analog (Nov. 1967)
- Psi Assassin, Analog (Dec. 1967)
- Преступление в Утопии / Criminal in Utopia, 1968
- Extortion, Inc., Analog (Feb. 1969)
- The Five Way Secret Agent (two part serial), Analog (Apr.-May 1969)
- Black Sheep Astray, 1973
- The Cold War…Continued, 1973
- Hell’s Fire, 1980 (с Гари Дженнингсом)
- Golden Rule, Analog (Mar. 1980)
- What the Vintners Buy, Analog (Sept. 1980)
- The Union Forever, Analog (Dec. 1980)